# Autoemancipação
Autoemancipação (Selbstemanzipation) é um panfleto escrito em alemão pelo médico e ativista judeu russo-polonês Leon Pinsker em 1882. É considerado um documento fundador do nacionalismo judeu moderno, especialmente do sionismo.
Pinsker discutiu as origens do antissemitismo e argumentou a favor da autodeterminação judaica e do desenvolvimento de uma consciência nacional judaica. Escreveu que os judeus nunca seriam iguais socialmente aos não-judeus até que tivessem um estado próprio. Convocou líderes judeus para se reunirem e abordarem o problema. No panfleto, ele descreve os ataques antissemitas como uma psicose, um transtorno patológico e uma fobia irracional.
Pinsker originalmente era um assimilacionista, pedindo maior respeito aos direitos humanos para os judeus na Rússia. No entanto, após grandes tumultos antissemitas na Rússia Czarista em 1881, e uma visita à Europa Ocidental na primeira metade de 1882, suas visões mudaram. Naquele ano, ele publicou o ensaio anonimamente em alemão. A nova perspectiva de Pinsker também levou ao seu envolvimento no desenvolvimento do grupo nacionalista judeu Hovevei Zion, do qual foi presidente.
O próprio ensaio inspirou o grupo e os judeus em toda a Europa, e foi um marco no desenvolvimento do sionismo e do Estado Judeu. O panfleto foi publicado em setembro de 1882.

## Citações
“De fato, que figura lamentável nós representamos! Não somos contados entre as nações, tampouco temos voz em seus conselhos, mesmo quando os assuntos nos dizem respeito. Nossa pátria – o país do outro; nossa unidade – dispersão; nossa solidariedade – a batalha contra nós; nossa arma – humildade; nossa defesa – fuga; nossa individualidade – adaptabilidade; nosso futuro – o dia seguinte. Que papel miserável para uma nação que descende dos Macabeus!”
“As grandes ideias dos séculos dezoito e dezenove não passaram pelo nosso povo sem deixar uma marca. Não nos sentimos apenas como judeus; nos sentimos como homens. Como homens, também desejamos viver como os outros homens e ser uma nação como as outras…”